# Dikelocephalus
Dikelocephalus – rodzaj stawonogów z wymarłej gromady trylobitów, z rzędu Asaphida. Żył w okresie kambru i ordowiku. Jego skamieniałości znaleziono w Europie i Ameryce Północnej.